# Intercommunalité en France
Le graphique qui aurait dû être présenté ici ne peut pas être affiché car il utilise l'ancienne extension Graph, désactivée pour des questions de sécurité. Des indications pour créer un nouveau graphique avec la nouvelle extension Chart sont disponibles ici.

Évolution annuelle de la proportion des communes regroupées en intercommunalités à fiscalité propre, depuis 1993.
L'intercommunalité en France désigne l'ensemble des organismes de coopération entre plusieurs communes pour l'exercice de certaines de leurs compétences : les établissements publics de coopération intercommunale, les syndicats mixtes, les pôles métropolitains, les pôles d'équilibre territoriaux et ruraux et les ententes, conventions et conférences intercommunales.
Les premiers syndicats de gestion sont apparus dès 1890 et ont été structurés en 1935, puis 1955 et 1959. À partir des années 1950, des formules plus intégrées sont créées pour gérer et aménager un espace urbain en fort développement avec l'apparition des districts urbains et de quatre communautés urbaines. Mais il faut attendre 1992 pour qu'une nouvelle conception de l'intercommunalité fasse place à la liberté de négociation contractuelle et à la libre association de communes, avec l'apparition des communautés de communes et des communautés de villes. En 1995 naît une coopération spécifique orientée vers le développement durable : les pays. En 1999, sont généralisées les communautés d'agglomération et communautés urbaines. Les lois de 2004 puis de 2010 viennent achever et rationaliser l'intercommunalité. En 2015, la loi NOTRe vise notamment à renforcer les compétences des régions et des établissements publics de coopération intercommunale (EPCI).
Au 1er avril 2017, il existait 9 711 EPCI (1 268 à fiscalité propre et 8 443 syndicats de communes), 2 790 syndicats mixtes (1 891 syndicats mixtes ouverts et 899 syndicats mixtes fermés) et 14 pôles métropolitains.
Au 1er janvier 2024, en France, on compte 9 883 intercommunalités se répartissant en 1 254 EPCI à fiscalité propre et 8 629 syndicats ou autres groupements. Le nombre d'EPCI à fiscalité propre se compose de 21 métropoles, 14 communautés urbaines, 229 communautés d’agglomération et 990 communautés de communes.

## Historique
En France, la commune est historiquement l'échelon politique et administratif de base. Toutefois, pour remédier à ce qui a été qualifié « d'émiettement communal » et à l'incapacité des communes les plus petites à assurer leurs obligations, diverses formes de regroupements de communes ont été proposées dès la fin du XIXe siècle.

### 1890-1956: développement des syndicats de gestion
Ainsi, des syndicats de communes ont d'abord été créés avec la loi du 22 mars 1890 pour gérer divers services publics ou activités débordant les limites territoriales des communes (eau, assainissement, électricité, transports, etc.). Les syndicats mixtes sont créés par le décret-loi du 30 octobre 1935 dont l'article 1er disposait que « les départements, communes, chambres de commerce et établissements publics peuvent se regrouper sous forme de syndicats pour l'exploitation, par voie de concession, de services publics représentant un intérêt pour chacune des personnes morales en cause ». Puis le décret du 20 mai 1955 leur permet d'associer les communes aux départements ou à d'autres établissements publics puis les syndicats intercommunaux à vocation multiple (SIVOM) sont autorisés avec l'ordonnance no 59-29 du 5 janvier 1959.

### 1959-1992: le fait urbain
Avec le développement de l'urbanisation après-guerre, des formules plus intégrées sont créées à partir des années 1950, pour gérer et aménager un espace urbain en fort développement. Les districts urbains, institués par l'ordonnance du 5 janvier 1959. Ils constituent une forme de coopération plus intégrée que le syndicat de communes dès lors qu'on les a dotés de compétences obligatoires (logement, incendie et secours, services précédemment assurés par les syndicats de communes associant les mêmes communes), éventuellement complétées par des compétences facultatives,. Ils deviennent des districts lorsque la loi du 31 décembre 1970 en étend l'application aux zones rurales. Ils sont alors dotés d'une fiscalité propre, additionnelle à celle des communes membres. Ces groupements intercommunaux demeurent cependant peu nombreux : 81 en 1992 et 312 en 1994.
À l'instar du district autour des villes moyennes, la DATAR définit en 1963 huit métropoles d'équilibre : Lyon-Saint-Étienne-Grenoble, Aix-Marseille, Lille-Roubaix-Tourcoing, Toulouse, Bordeaux, Nantes-Saint-Nazaire, Strasbourg et Nancy-Metz.
Pour administrer ces métropoles d'équilibre, la loi no  66-1069 du 31 décembre 1966 crée quatre communautés urbaines (Bordeaux, Lille, Lyon, Strasbourg), et pose ainsi la première pierre de l'édification du modèle d'intercommunalité intégrée, néanmoins la portée de cette réforme est limitée, freinée par les arrière-pensées des membres du gouvernement et du parlement de l'époque. La loi Boscher du 10 juillet 1970 tend à faciliter la création d'agglomérations nouvelles via des ensembles urbains et des syndicats communautaires d'aménagement. Le dispositif est complété en 1983 par les syndicats d'agglomération nouvelle, institués par la loi no  83-636 du 13 juillet 1983, qui modifie le régime précédent des villes nouvelles. Ces syndicats de communes, chargés de la programmation et de la réalisation de certains équipements des agglomérations nouvelles, ont été les premiers à bénéficier de plein droit de la taxe professionnelle unique, les communes membres se voyant attribuer par la loi du 13 juillet 1983 les produits des trois autres contributions directes locales (taxe d'habitation, impôt foncier bâti, impôt foncier non bâti).

### 1992: apparition de l'intercommunalité de projet
Mais il faudra attendre 1992 pour qu'une nouvelle conception de l'intercommunalité fasse place à la liberté de négociation contractuelle et à la libre association de communes. La loi du 6 février 1992 crée deux nouvelles catégories d'EPCI à fiscalité propre : les « communautés de communes » et les « communautés de villes ». Ces groupements disposent de compétences élargies et sont obligatoirement compétents en matière d'aménagement de l'espace et de développement économique. Cette loi dote, sur le plan fiscal, ces nouvelles structures d'un régime destiné à favoriser une coopération plus intégrée. Aux communautés de communes, mais également aux communautés urbaines et aux districts existant à la date de publication de cette loi, trois régimes sont accessibles :
- le maintien de la fiscalité additionnelle aux quatre taxes directes locales ;
- l'instauration d'un régime de taxe professionnelle de zone, à condition de créer et de gérer une zone d'activités économiques ;
- la création d'une taxe professionnelle d'agglomération avec un taux unique sur l'ensemble du périmètre[13].

### 1995: les pays, un cinquième niveau?
Parallèlement l'organisation territoriale se complexifie avec la loi du 4 février 1995 d'orientation pour l'aménagement et le développement du territoire (LOADT), dite loi Pasqua, qui conçoit les pays comme des groupements de collectivités, expression de communautés d'intérêts de leurs membres et le cadre d'élaboration « d'un projet commun de développement durable ». Leur statut est même renforcé par la loi du 25 juin 1999 d'orientation pour l'aménagement et le développement durable du territoire (LOADDT), dite loi Voynet.
Si certains pays remplissent pleinement le rôle qui leur avait été assigné, d'autres se constituent en instrument de contestation du pouvoir local. Au bout du compte, ces structures contribuent à altérer la lisibilité de l'organisation territoriale en apparaissant comme un niveau supplémentaire de gestion, le cinquième.

### 1999: communautés d'agglomération et communautés urbaines
En 1999, on compte seulement 111 groupements à fiscalité propre regroupant ainsi 1 058 communes sur tout le territoire. La loi du 12 juillet 1999 contribue à accélérer la création de nouvelles structures. Elle supprime les districts et les communautés de villes. Ces dernières n'avaient pas rencontré le succès escompté : cinq communautés de villes seulement avaient été créées depuis 1992. Elle crée une nouvelle catégorie d'EPCI à fiscalité propre, les « communautés d'agglomération », réservée aux groupements de plus de 50 000 habitants. Elle recentre les communautés urbaines sur les ensembles de population les plus importants : 500 000 habitants au lieu de 20 000 précédemment. Enfin, elle élargit les compétences des communautés de communes.
Sur le plan fiscal, cette loi prolonge le processus d'intégration déjà engagé par la loi de 1992, en instituant la taxe professionnelle unique en remplacement de l'ancienne taxe professionnelle d'agglomération. Les communautés urbaines et les communautés d'agglomération en bénéficient de plein droit. Les communautés de communes conservent pour leur part la possibilité de choisir entre trois régimes distincts, comme dans le dispositif prévu par la loi du 6 février 1992 : la fiscalité additionnelle, la taxe professionnelle de zone et la taxe professionnelle unique.
Au-delà de ces aspects institutionnels et fiscaux, cette loi de 1999 souhaite promouvoir une intercommunalité de projet. C'est ainsi qu'elle dote les communautés urbaines, les communautés d'agglomération et les communautés de communes de compétences et d'outils renforcés en matière de gestion et d'aménagement de l'espace, en leur donnant pour vocation de prendre en compte des intérêts dépassant le seul territoire communal.

### 2004: loi relative aux libertés et responsabilités locales
La loi du 13 août 2004 comporte un ensemble de dispositions modifiant les conditions de fonctionnement et de développement des intercommunalités à fiscalité propre. Elle remédie à des difficultés qui avaient été constatées mais elle avalise également certaines pratiques qui s'étaient développées en marge de la loi.
Elle facilite en premier lieu les transformations de syndicats de communes en communautés de communes ou d'agglomération et permet la fusion d'établissements publics intercommunaux de divers types, afin de permettre la constitution d'un EPCI à fiscalité propre ayant les compétences les plus étendues et le régime fiscal le plus intégré de ceux le constituant. Elle fixe un délai aux EPCI pour la définition de « l'intérêt communautaire » des compétences partagées avec les communes. Elle comporte diverses dispositions facilitant le retrait d'une commune d'un EPCI. Mais surtout, elle revoit l'économie du dispositif financier et fiscal relatif à la répartition du produit de la taxe professionnelle unique entre l'EPCI et les communes membres et enfin elle assouplit encore les conditions de versement de fonds de concours entre la communauté et les communes membres, de même que les mises à disposition réciproques de services.

### 2010: achèvement et rationalisation de l'intercommunalité
À la fin des années 2000, plusieurs rapports font état de la multiplicité des acteurs dans le domaine de la gestion publique, de la faible lisibilité de l'organisation territoriale, de la parcellisation des compétences entre les différentes groupements communaux et de la complexité des financements. Au 1er janvier 2008, la France compte 2 393 communautés de communes, disposant d'un financement propre et 358 pays « reconnus » (26 sont en projet). Si l'on ajoute à cette liste les 15 636 syndicats intercommunaux ou mixtes créés pour gérer des services et élaborer les SCOT (schémas de cohérence territoriale), on aboutit à un ensemble confus, multipolaire, avec des chevauchements de périmètre qui réduisent l'efficience de la gestion locale. Ce résultat souffre également de l'existence d'intercommunalités qui n'ont pas toutes été créées sur des territoires pertinents à l'aune de critères géographiques, économiques… Les périmètres sont parfois trop petits pour répondre véritablement à leur raison d'être qui est « d'élaborer des projets communs de développement au sein de périmètres de solidarité ».
La réforme des collectivités territoriales de 2010 va tenter d'apporter une réponse à cette problématique avec la loi no  2010-1563 du 16 décembre 2010 qui définit trois objectifs principaux en ce qui concerne l'intercommunalité : achever la carte intercommunale d'ici au 31 décembre 2013, rationaliser les périmètres existants et simplifier l'organisation intercommunale actuelle. La loi rend obligatoire pour les communes l'adhésion à une intercommunalité au plus tard au 1er janvier 2014. Elle crée également deux nouvelles formes d'association : la métropole, pour les intercommunalités les plus importantes, et le pôle métropolitain, forme de syndicat mixte regroupant des intercommunalités à fiscalité propre.

### 2013-2014: vers une nouvelle carte intercommunale
Au 1er janvier 2014, la couverture territoriale nationale en structures intercommunales à fiscalité propre est presque achevée. On recense 36 614 communes membres d'un EPCI à fiscalité propre rassemblant 62,6 millions d'habitants. Seules 49 communes restent isolées (hors Paris et Mayotte). Parmi elles, 41 communes de la petite couronne parisienne, et quatre îles composées d'une seule commune (Île-de-Bréhat, Île-de-Sein, Ouessant, L’Île-d’Yeu). Ces communes bénéficiaient d'une dérogation législative n'exigeant pas leur rattachement à un EPCI à fiscalité propre. Mais l'organisation territoriale est encore complexe et surtout coûte très cher.
Dans un premier temps la loi du 27 janvier 2014 de modernisation de l'action publique territoriale et d'affirmation des métropoles, dite loi MAPTAM, vise à clarifier les compétences des collectivités territoriales en créant de nouvelles métropoles venant s'ajouter à celle de Nice créée en 2011. Dix métropoles sont de droit commun (Toulouse, Lille, Bordeaux, Nantes, Strasbourg, Rennes, Rouen, Grenoble, Montpellier et Brest) et trois dotées de règles particulières : la métropole du Grand Paris, concerne Paris et sa petite couronne, la métropole d'Aix-Marseille-Provence, en fusionnant les six intercommunalités dont au moins une des communes appartient à l'unité urbaine de Marseille et la métropole de Lyon, remplaçant la Communauté urbaine de Lyon en exerçant sur son périmètre, les compétences du département du Rhône, collectivité à statut particulier, au sens de l'article 72 de la Constitution.
Concernant l'intercommunalité, le Président annonce dans une tribune publiée le 2 juin 2014 que celles disposant de « moyens trop faibles pour porter des projets », devront regrouper au moins 15 000 habitants à partir du 1er janvier 2017, contre 5 000 aujourd'hui.

### 2015-2016: La nouvelle carte intercommunale issue de la Loi NOTRe
La loi du 7 août 2015 portant nouvelle organisation territoriale de la République, dite loi NOTRe, augmente le seuil démographique pour les communautés de communes de 5 000 à 15 000 habitants avec toutefois quatre possibilités d’adaptation :
- Lorsque la communauté a une densité démographique inférieure à la moitié de la densité nationale (103,4/2, soit 51,7 habitants/km2), et elle doit se situer au sein d’un département dont la densité est elle-même inférieure à cette moyenne nationale de 103,4 habitants/km2). Pour ces communautés, le Préfet pourra pondérer le seuil de 15 000 habitants en fonction d’un tableau préétabli.
- Lorsque la communauté a une densité démographique inférieure à 30 % de la densité nationale (31,2 habitants/km2). Dans ce cas, seule la densité de la communauté est prise en compte, sans considération de la densité du département. Le système de pondération en fonction de la population n’est pas appliqué.
- Lorsque l'EPCI à fiscalité propre a plus 12 000 habitants et est issu d’une fusion réalisée entre le 1er janvier 2012 et la publication de la loi, soit le 7 août 2015. Dans cette hypothèse, l’instruction de la DGCL indique un « délai de repos ».
- Les EPCI verront aussi leur seuil adapté lorsqu’ils comprennent au moins la moitié des communes en zones de montagne, ou s’il s’agit d’un territoire insulaire.

Les préfets de chaque département doivent, au cours d’une première phase, proposer un nouveau schéma départemental de coopération intercommunale, avant le 31 mars 2016. Le Préfet dispose de pouvoirs importants, qui figuraient déjà dans la loi de réforme des collectivités territoriales de 2010 : modifications de périmètres, fusions, réductions/dissolutions de syndicats, etc. Ce schéma devra être rédigé entre septembre et octobre 2015, puis transmis aux membres concernés par les propositions avant le 31 octobre 2015. Les conseils auront alors deux mois pour délibérer, soit entre octobre et décembre 2015. La commission départementale de coopération intercommunale est ensuite consultée entre janvier et mars 2016 et a trois mois pour proposer éventuellement un contre-projet à la majorité qualifiée de ses membres, soit les deux tiers.
Le 31 mars 2016, le schéma départemental de coopération intercommunale est effectivement mis en place dans chaque département, la réforme vise une réduction de près de 40 % du nombre d'intercommunalités pour atteindre approximativement le chiffre de 1 265 intercommunalités.

## Dénombrement

### Situation au1erjanvier 2024
Au 1er janvier 2024, le nombre d'intercommunalités s'établit à 9 883, se répartissant comme suit :
| Catégorie                       | nombre | Type                                                 | Nombre | Communes regroupées |
| ------------------------------- | ------ | ---------------------------------------------------- | ------ | ------------------- |
| EPCI à fiscalité propre         | 1 254  | Métropoles                                           | 21     | 912                 |
| EPCI à fiscalité propre         | 1 254  | Communautés urbaines (CU)                            | 14     | 659                 |
| EPCI à fiscalité propre         | 1 254  | Communautés d'agglomération (CA)                     | 229    | 7 586               |
| EPCI à fiscalité propre         | 1 254  | Communautés de communes (CC)                         | 990    | 25 716              |
| Syndicats et autres groupements | 8 629  | Syndicats intercommunaux à vocation unique (SIVU)    | 4 533  |                     |
| Syndicats et autres groupements | 8 629  | Syndicats intercommunaux à vocation multiple (SIVOM) | 1 199  |                     |
| Syndicats et autres groupements | 8 629  | Établissements publics territoriaux (EPT)            | 11     |                     |
| Syndicats et autres groupements | 8 629  | Syndicats mixtes                                     | 2 739  |                     |
| Syndicats et autres groupements | 8 629  | Pôles métropolitains                                 | 25     |                     |
| Syndicats et autres groupements | 8 629  | Pôles d'équilibre territorial et rural (PETR)        | 122    |                     |

Sur les 34 935 communes existant au 1er janvier 2024, seules quatre ne sont pas regroupées au sein d'un EPCI : L'Île-d'Yeu, Île-de-Bréhat, Île-de-Sein et Ouessant,.

### Évolution chronologique

#### Total général
| Année | EPCI à FP | Syndicats | Autres groupements | Total  |
| ----- | --------- | --------- | ------------------ | ------ |
| 2006  | 2 573     | 13 649    | 2 687              | 18 909 |
| 2007  | 2 588     | 13 650    | 2 749              | 18 987 |
| 2008  | 2 583     | 13 389    | 2 921              | 18 893 |
| 2009  | 2 601     | 12 624    | 3 064              | 18 289 |
| 2010  | 2 611     | 12 184    | 3 194              | 17 989 |
| 2011  | 2 599     | 11 831    | 3 268              | 17 698 |
| 2012  | 2 581     | 11 529    | 3 258              | 17 368 |
| 2013  | 2 456     | 11 022    | 3 283              | 16 761 |
| 2014  | 2 145     | 10 206    | 3 196              | 15 547 |
| 2015  | 2 133     | 9 577     | 3 100              | 14 810 |
| 2016  | 2 062     | 9 141     | 3 093              | 14 296 |
| 2017  | 1 266     | 8 469     | 2 909              | 12 644 |
| 2018  | 1 263     | 7 724     | 2 861              | 11 848 |
| 2019  | 1 258     | 7 064     | 2 903              | 11 225 |
| 2020  | 1 254     | 6 503     | 2 962              | 10 719 |
| 2021  | 1 253     | 6 105     | 2 960              | 10 318 |
| 2022  | 1 254     | 5 952     | 2 930              | 10 136 |
| 2023  | 1 254     | 5 844     | 2 933              | 10 031 |
| 2024  | 1 254     | 6 532     | 2 897              | 9 883  |

#### EPCI à fiscalité propre
| Année deréférence | SAN | Communautéde communes | Communautéd'agglomération | Communautéurbaine | Métropole | Total |
| ----------------- | --- | --------------------- | ------------------------- | ----------------- | --------- | ----- |
| 2006              | 6   | 2 389                 | 164                       | 14                |           | 2 573 |
| 2007              | 5   | 2 400                 | 169                       | 14                |           | 2 588 |
| 2008              | 5   | 2 393                 | 171                       | 14                |           | 2 583 |
| 2009              | 5   | 2 406                 | 174                       | 16                |           | 2 601 |
| 2010              | 5   | 2 409                 | 181                       | 16                |           | 2 611 |
| 2011              | 5   | 2 387                 | 191                       | 16                |           | 2 599 |
| 2012              | 5   | 2 358                 | 202                       | 15                | 1         | 2 581 |
| 2013              | 4   | 2 223                 | 213                       | 15                | 1         | 2 456 |
| 2014              | 4   | 1 903                 | 222                       | 15                | 1         | 2 145 |
| 2015              | 3   | 1 884                 | 226                       | 9                 | 11        | 2 133 |
| 2016              | 0   | 1 842                 | 196                       | 11                | 13        | 2 062 |
| 2017              | 0   | 1 018                 | 219                       | 15                | 14        | 1 266 |
| 2018              | 0   | 1 009                 | 222                       | 11                | 21        | 1 263 |
| 2019              | 0   | 1 001                 | 223                       | 13                | 21        | 1 258 |
| 2020              | 0   | 997                   | 222                       | 14                | 21        | 1 254 |
| 2021              | 0   | 995                   | 223                       | 14                | 21        | 1 253 |
| 2022              | 0   | 992                   | 227                       | 14                | 21        | 1 254 |
| 2023              | 0   | 992                   | 227                       | 14                | 21        | 1 254 |
| 2024              | 0   | 990                   | 229                       | 14                | 21        | 1 254 |

#### Syndicats
| Année | SIVU   | SIVOM | Total  |
| ----- | ------ | ----- | ------ |
| 2006  | 12 157 | 1 492 | 13 649 |
| 2007  | 12 149 | 1 501 | 13 650 |
| 2008  | 11 921 | 1 468 | 13 389 |
| 2009  | 11 179 | 1 445 | 12 624 |
| 2010  | 10 789 | 1 395 | 12 184 |
| 2011  | 10 473 | 1 358 | 11 831 |
| 2012  | 10 184 | 1 345 | 11 529 |
| 2013  | 9 720  | 1 302 | 11 022 |
| 2014  | 8 971  | 1 235 | 10 206 |
| 2015  | 8 392  | 1 185 | 9 577  |
| 2016  | 7 992  | 1 149 | 9 141  |
| 2017  | 7 384  | 1 085 | 8 469  |
| 2018  | 6 714  | 1 010 | 7 724  |
| 2019  | 5 882  | 1 182 | 7 064  |
| 2020  | 5 212  | 1 291 | 6 503  |
| 2021  | 4 872  | 1 233 | 6 105  |
| 2022  | 4 738  | 1 214 | 5 952  |
| 2023  | 4 637  | 1 207 | 5 844  |
| 2024  | 4 533  | 1 199 | 5 732  |

#### Autres groupements de collectivités associant des communes
| Année | Syndicat mixte | EPT | Pôle métropolitain | PETR | Total |
| ----- | -------------- | --- | ------------------ | ---- | ----- |
| 2006  | 2 687          |     |                    |      | 2 687 |
| 2007  | 2 749          |     |                    |      | 2 749 |
| 2008  | 2 921          |     |                    |      | 2 921 |
| 2009  | 3 064          |     |                    |      | 3 064 |
| 2010  | 3 194          |     |                    |      | 3 194 |
| 2011  | 3 268          |     |                    |      | 3 268 |
| 2012  | 3 257          |     | 1                  |      | 3 258 |
| 2013  | 3 275          |     | 8                  |      | 3 283 |
| 2014  | 3 187          |     | 9                  |      | 3 196 |
| 2015  | 3 025          | 11  | 9                  | 55   | 3 100 |
| 2016  | 2 979          | 11  | 12                 | 91   | 3 093 |
| 2017  | 2 794          | 11  | 14                 | 90   | 2 909 |
| 2018  | 2 719          | 11  | 19                 | 112  | 2 861 |
| 2019  | 2 748          | 11  | 25                 | 119  | 2 903 |
| 2020  | 2 803          | 11  | 25                 | 123  | 2 962 |
| 2021  | 2 800          | 11  | 25                 | 124  | 2 960 |
| 2022  | 2 770          | 11  | 25                 | 124  | 2 930 |
| 2023  | 2 771          | 11  | 26                 | 125  | 2 933 |
| 2024  | 2 739          | 11  | 25                 | 122  | 2 897 |

## Acteurs locaux et gouvernance territoriale
Les deux acteurs locaux principaux dans l'évolution du paysage de l'intercommunalité sont historiquement dans chaque département les communes et le préfet, représentant de l'État dans le département. Avec la volonté à partir de 1992 d'une promotion de l'intercommunalité de projet, constituée des établissements publics de coopération intercommunale, l'action du préfet a pris de l'importance et s'est renforcée à partir des années 2000 avec le souhait de rationaliser et simplifier la carte intercommunale. Des organismes et outils nouveaux de gouvernance territoriale ont été créés pour assurer un meilleur pilotage.

### Communes
Une ou des communes peuvent prendre l'initiative de la création d'un EPCI en saisissant le représentant de l'État dans le département en adoptant une délibération demandant la création d'un EPCI. Cette délibération doit préciser la composition du futur établissement, les compétences transférées, ses règles de fonctionnement, la possibilité ou non de passer des conventions de prestations de services. Les communes intéressées doivent être associées à la délibération.
Les conseils municipaux sont saisis du projet de création de l'EPCI. Une majorité qualifiée des conseils municipaux doit s'être prononcée favorablement sur l'arrêté de périmètre du préfet (accord réputé favorable à défaut de décision dans les trois mois de la notification de l'arrêté de périmètre pris par le préfet) et sur les statuts. Dès lors que cette condition est remplie, le préfet peut prendre un arrêté autorisant la création de l'EPCI.

### Préfet
Le représentant de l'État dans le département autorise, par arrêté, la création de l'EPCI, que cette création résulte de l'initiative des communes, ou de sa propre initiative, après avis de la Commission départementale de coopération intercommunale. Lorsqu'il décide de donner suite au projet, le Préfet dispose de deux mois à compter de la première délibération des communes le saisissant pour prendre un arrêté de périmètre qui dresse la liste des communes intéressées. À compter de la notification de cet arrêté, le conseil municipal de chaque commune concernée dispose d'un délai de 3 mois pour se prononcer sur la liste des communes. À défaut de délibération dans ce délai, la décision est réputée favorable.

### Commission départementale de coopération intercommunale
La volonté du législateur de 1992 d'inciter une réflexion concertée à l'échelle départementale pour promouvoir l'intercommunalité de projet est marquée par la création des commissions départementales de coopération intercommunale (CDCI), un organisme chargé initialement d'élaborer, en concertation étroite avec les communes, un schéma départemental de coopération. Ce dernier étant établi, la CDCI est dorénavant chargée de tenir à jour l'évolution de la coopération intercommunale dans le département. Elle peut également formuler toute proposition pour renforcer cette coopération, et, à cet effet, entend, à leur demande, les représentants des collectivités locales concernées,.
Elle est présidée par le représentant de l'État dans le département et se compose de représentants d'élus communaux (60 %), départementaux (15 %), régionaux (5 %) et d'EPCI (20 %).

### Schéma départemental de coopération intercommunale
Le schéma départemental de coopération intercommunale (SDCI), institué par les articles 35 à 37 de la loi no  2010-1563 du 16 décembre 2010 est un document, établi dans chaque département, servant de cadre de référence à l'évolution de la carte intercommunale. L'objectif est d'établir une couverture intégrale du territoire en EPCI à fiscalité propre (hors départements de Paris, Hauts-de-Seine, Seine-Saint-Denis et Val-de-Marne), de supprimer les enclaves et discontinuités et de rationaliser les périmètres. En ce qui concerne les syndicats de communes et les syndicats mixtes, il s'agit de réduire leur nombre et de rationaliser leurs périmètres. Le schéma de chaque département devait avoir été arrêté avant le 31 décembre 2011. Il est révisé tous les six ans. Toute modification de la carte intercommunale doit tenir compte de ce schéma directeur.

### Conférence territoriale de l'action publique
Une nouvelle instance de gouvernance est instituée au niveau régional par la loi du 27 janvier 2014 : la conférence territoriale de l'action publique (CTAP). Cette instance est chargée de favoriser un exercice concerté des compétences des collectivités territoriales, de leurs groupements et de leurs établissements publics. Elle est présidée par le président du Conseil régional et rassemble les représentants de l'ensemble des exécutifs locaux (régions, départements, métropoles, agglomérations), ainsi que des délégués de maires et de communautés de communes, et un représentant de l'État (le préfet),.

## Formes
Les collectivités territoriales peuvent s'associer pour l'exercice de leurs compétences en créant des organismes publics de coopération dans les formes et conditions prévues par la législation en vigueur. Il existe deux formes de coopération intercommunale :
- la forme associative qui permet aux communes de gérer ensemble des équipements ou des services publics tels que l'assainissement collectif, l'alimentation en eau potable, les transports communs, la collecte et le traitement des ordures ménagères… Les collectivités territoriales s'associent au sein de syndicats intercommunaux, à vocation unique ou multiple, ou mixtes, qui peuvent, en outre, être administrés « à la carte », les communes choisissant alors les compétences qu'elles décident de transférer au syndicat ;
- la forme fédérative qui regroupe des communes autour d'un projet de développement local favorisant l'aménagement du territoire. Les communes se fédèrent au sein d'établissements publics de coopération intercommunale (EPCI) à fiscalité propre (sauf pour le syndicat de communes) dont le financement est assuré par les produits de la fiscalité directe locale (taxes foncières, d'habitation et professionnelle) levée par ces établissements publics, qui votent également les différents taux d'imposition.

Sur le plan juridique, le Code général des collectivités territoriales définit sept types de groupements de collectivités territoriales : les EPCI, les syndicats mixtes, les pôles métropolitains, les pôles d'équilibre territoriaux et ruraux (créés par la loi MAPAM du 27 janvier 2014), les agences départementales, les institutions ou organismes interdépartementaux et les ententes interrégionales. Seuls les quatre premiers types de groupements relèvent du domaine spécifique de l'intercommunalité auxquels il convient d'ajouter les ententes, conventions et conférences intercommunales.

### Établissements publics de coopération intercommunale

#### Métropole
La métropole est une catégorie d'établissement public de coopération intercommunale à fiscalité propre créée par la loi no 2010-1563 du 16 décembre 2010 de réforme des collectivités territoriales françaises et définie par les articles L. 5217-1 et suivants du code général des collectivités territoriales.
Le périmètre d'une métropole est d'un seul tenant et sans enclave. Au 1er janvier 2015, sont transformés en une métropole les EPCI à fiscalité propre qui forment, à la date de la création de la métropole, un ensemble de plus de 400 000 habitants dans une aire urbaine, au sens de l'INSEE, de plus de 650 000 habitants.
Sous réserve d'un accord exprimé par deux tiers au moins des conseils municipaux des communes intéressées représentant plus de la moitié de la population totale de celles-ci ou par la moitié au moins des conseils municipaux des communes représentant les deux tiers de la population, peuvent obtenir le statut de métropole, à leur demande :
- Les EPCI à fiscalité propre qui forment, à la date de la création de la métropole, un ensemble de plus de 400 000 habitants et dans le périmètre desquels se trouve le chef-lieu de région ;
- Les EPCI, centres d'une zone d'emplois de plus de 400 000 habitants, au sens de l'INSEE, et qui exercent en lieu et place des communes les compétences énumérées au I de l'article L5217-2 à la date de l'entrée en vigueur de la loi no 2014-57 du 27 janvier 2014 de modernisation de l'action publique territoriale et d'affirmation des métropoles.

Il existe par ailleurs deux métropoles à statut particulier : les métropoles du Grand Paris et d'Aix-Marseille-Provence, créées le 1er janvier 2016 en application de la Loi NOTRe du 7 août 2015, plus la métropole de Lyon, qui n'est pas intercommunalité mais une collectivité territoriale à statut particulier, au sens de l'article 72 de la Constitution de la cinquième République française, puisqu'elle exerce à la fois les compétences d'un département et d'une intercommunalité sur son territoire, telle que définie par la loi du 27 janvier 2014 de modernisation de l'action publique territoriale et d'affirmation des métropoles dans le cadre de l'Acte III de la décentralisation.
Aux termes de l'article L. 5217-1 du code général des collectivités territoriales, « la métropole [...] est un espace de solidarité pour élaborer et conduire ensemble un projet d'aménagement et de développement économique, écologique, éducatif, culturel et social de leur territoire afin d'en améliorer la cohésion et la compétitivité et de concourir à un développement durable et solidaire du territoire régional. Elle valorise les fonctions économiques métropolitaines, ses réseaux de transport et ses ressources universitaires, de recherche et d'innovation, dans un esprit de coopération régionale et interrégionale et avec le souci d'un développement territorial équilibré ».
Chaque métropole est créée par décret.

#### Communauté urbaine
La communauté urbaine est une catégorie d'établissement public de coopération intercommunale à fiscalité propre créée par la loi no 66-1069 du 31 décembre 1966 et définie par l'article L5215-1 du Code général des collectivités territoriales.
Une communauté urbaine est un espace regroupant plusieurs communes d'un seul tenant et sans enclave qui forment, à la date de sa création, un ensemble de plus de 250 000 habitants,.
Elle est créée par un arrêté préfectoral.

#### Communauté d'agglomération
La communauté d'agglomération est une catégorie d'établissement public de coopération intercommunale à fiscalité propre créée par la loi no 99-586 du 12 juillet 1999 et définie par l'article L5216-1 du Code général des collectivités territoriales.
Une communauté d'agglomération est un ensemble de plus de 50 000 habitants d'un seul tenant et sans enclave, autour d'une ou plusieurs communes centre de plus de 15 000 habitants,,.
Elle est créée par un arrêté préfectoral.

#### Communauté de communes
La communauté de communes est une catégorie d'établissement public de coopération intercommunale à fiscalité propre créée par la loi no 92-125 du 6 février 1992 et définie par l'article L5214-1 du Code général des collectivités territoriales.
Une communauté de communes est un espace regroupant plusieurs communes d'un seul tenant et sans enclave. Elle est créée par un arrêté préfectoral.
Les communautés de communes, urbaines et d'agglomération sont un espace de solidarité, pour élaborer et conduire ensemble un projet commun de développement urbain et d'aménagement du territoire. Lorsque le groupement comprend un ou plusieurs quartiers prioritaires de la politique de la ville, ce projet commun intègre un volet relatif à la cohésion sociale et urbaine permettant de définir les orientations de la communauté urbaine en matière de politique de la ville et de renforcement des solidarités entre ses communes membres. Il détermine les modalités selon lesquelles les compétences de la communauté urbaine concourent aux objectifs de cohésion sociale et territoriale.

#### Syndicat de communes
Le Syndicat de communes est une catégorie d'établissement public de coopération intercommunale à fiscalité indirecte défini par l'article L5212-1 du Code général des collectivités territoriales. Il associe des communes en vue d'œuvres ou de services d'intérêt intercommunal.
Il existe deux catégories de syndicats de communes :
- le syndicat intercommunal à vocation unique (SIVU) (créé par la loi du 22 mars 1890) ;
- le syndicat intercommunal à vocation multiple (SIVOM) (créé par l'ordonnance no 59-29 du 5 janvier 1959).

Un syndicat de communes est créé par arrêté préfectoral.

### Syndicats mixtes
| Type                                  | Création | Référence CGCT             | Fiscalité propre | Taille et périmètre | Finalité | Mode de création |
| ------------------------------------- | --- | -------------------------- | ---------------- | --- | --- | ---------------- |
| Syndicat mixte fermé                  | | Articles L5711-1 à L5711-4 | NON              | Les syndicats mixtes fermés peuvent être composés de communes et d'EPCI. Depuis la loi no 2004-809 du 13 août 2004 relative aux libertés et responsabilités locales, ils peuvent regrouper exclusivement des EPCI. Bien que soumis aux règles applicables aux EPCI et aux syndicats de communes, les syndicats mixtes ne sont pas, au sens propre, des EPCI, ces derniers ayant vocation à regrouper exclusivement des communes . | Exploitation, par voie de convention, de services publics présentant un intérêt pour chacune des personnes morales en cause. | Arrêté           |
| Syndicat mixte ouvert                 | | Articles L5711-1 à L5711-4 | NON              | Les syndicats mixtes « ouverts » sont constitués des collectivités territoriales, des groupements de collectivités territoriales et d'autres personnes morales de droit public (comme des chambres de commerce et d'industrie, d'agriculture, de métiers, …). Le syndicat mixte ouvert est un établissement public (article L5721-1 du CGCT). Il s'apparente ainsi aux autres formes de regroupement communal, mais n'en partage pas forcément la nature administrative et peut recouvrir la nature d'établissement public industriel et commercial si plusieurs conditions sont cumulativement remplies (objet industriel ou commercial, origine des ressources, modalités de fonctionnement se rapprochant de l'entreprise privée) . | Exploitation, par voie de convention, de services publics présentant un intérêt pour chacune des personnes morales en cause. | Arrêté           |
| Pôle métropolitain                    | art. 20 de la loi no 2010-1563 du 16 décembre 2010                                                                | Articles L5731-1 à L5731-1 | NON              | établissement public constitué par accord entre des EPCI à fiscalité propre, sous réserve que l'un d'entre eux compte plus de 100 000 habitants, ainsi que, le cas échéant, la métropole de Lyon, en vue d'actions d'intérêt métropolitain. | Promotion d'un modèle d'aménagement, de développement durable et de solidarité territoriale. | Arrêté           |
| Pôle d'équilibre territorial et rural | Loi no 2014-58 du 27 janvier 2014                                                                                 | Article L5741-1            | NON              | Établissement public constitué par accord entre plusieurs EPCI à fiscalité propre, au sein d'un périmètre d'un seul tenant et sans enclave. Forme juridique d'un syndicat mixte. Les syndicats mixtes constitués exclusivement d'EPCI à fiscalité propre ayant été reconnus comme pays avant l'entrée en vigueur de l'article 51 de la loi no 2010-1563 du 16 décembre 2010 de réforme des collectivités territoriales sont transformés en pôles d'équilibre territoriaux et ruraux par arrêté du représentant de l'État dans le département où est situé le siège du syndicat mixte. | Comme pour les pays (ci‐dessous), l’intention étant de s’y substituer. | Arrêté           |
| Pays                                  | Loi Pasqua du 4 février 1995 Suppression de la possibilité d’en créer : Article 51 de la loi du 16 décembre 2010. |                            | NON              | Territoire regroupant plusieurs intercommunalités, le plus souvent à l'échelle d'un bassin d'emploi. Le territoire doit simplement présenter « une cohésion géographique, culturelle, économique ou sociale, à l'échelle d'un bassin de vie ou d'emploi », ce qui laisse une grande liberté aux élus locaux . | Un projet de développement durable était élaboré par les élus, en associant la société civile, puis formalisé dans une charte de pays. La circulaire du 21 avril 1995 insistait sur la cohérence du territoire du pays, sur sa pertinence pour mener une action globale de développement et pour organiser les services de la population, sur la communauté d'intérêts économiques et sociaux qu'il devait représenter, et sur le lien entre la ville et l'espace rural. | Arrêté           |

### Autres formes de coopération intercommunale

#### Ententes, conventions et conférences intercommunales
Les ententes et conférences entre communes ont constitué les premières formes de coopération intercommunale. Leur régime juridique a été défini par la loi du 5 avril 1884. Ce texte a transposé aux communes les dispositions sur les ententes et conférences interdépartementales prévues par la loi du 10 août 1871. La loi no  2004-809 du 13 août 2004 relative aux libertés et responsabilités locales a élargi aux établissements publics de coopération intercommunale (EPCI) et aux syndicats mixtes le régime des ententes et des conférences intercommunales. Les EPCI peuvent ainsi créer des ententes entre eux ou avec des syndicats mixtes et des communes.
Une entente est un accord entre deux ou plusieurs conseils municipaux, organes délibérants d'EPCI ou de syndicats mixtes, portant sur des objets d'utilité communale ou intercommunale compris dans leurs attributions et intéressant les divers membres. Le régime juridique des ententes, conventions et conférences entre communes, EPCI et (ou) syndicats mixtes est défini par les articles L5221-1 et L5221-2 du code général des collectivités territoriales. En vertu de l'article L 5815-1 CGCT, les dispositions des articles L5221-1 et L5221-2 ne sont pas applicables aux communes des départements de la Moselle, du Bas-Rhin et du Haut-Rhin.

#### Agglomération
Les projets et contrats d'agglomération sont institués par l'article 26 de la Loi d'orientation pour l'aménagement et le développement durable des territoires du 25 juin 1999 (LOADDT). Au sens de la loi, une agglomération est une fédération de collectivités locales (communes et EPCI) qui s'associent pour élaborer de manière volontaire un projet d'agglomération. Ce projet politique commun vise à mettre en débat et expliciter des options d'aménagements et de développement durable dans une perspective de moyen terme, à l'échelle où les enjeux se posent et gagnent à être résolus. Les choix à opérer concernent le mode de développement économique, la résorption des inégalités spatiales au sein de l'agglomération. Ces choix s'enrichissent de la participation de la « société civile » mais la responsabilité des choix revient aux acteurs politiques. Le décret no  2000-1248 du 21 décembre 2000 précise les conditions d'application de l'article 26 de la loi LOADDT.
Les projets et contrats d'agglomération concernent des aires urbaines d'au moins 50 000 habitants, et dont une commune au moins compte plus de 15 000 habitants.

#### Réseaux de villes
Les réseaux de villes trouvent leur fondement juridique dans les circulaires du Premier Ministre du 17 avril 1991 et du 5 juin 2000. Ils permettent à des villes moyennes d'unir leurs forces autour d'un programme ou de projets communs pour atteindre un seuil métropolitain ou permettent à des métropoles de se positionner au niveau européen ou international.
Ils n'ont pas vocation à se substituer aux structures de coopération locale prévues par la loi, mais leur souplesse de constitution et de fonctionnement les rendent complémentaires pour le développement de l'intercommunalité.
Créé en 1989, le Club des Villes Cyclables est un exemple de réseau « d'échanges d'informations et d'expériences sur les politiques cyclables dans les agglomérations ». Il représentait en 2014 un total de 215 collectivités couvrant 1 404 villes, sept régions, deux départements qui œuvrent en faveur de la promotion du vélo en ville,.

#### Coopération décentralisée
Les collectivités territoriales et leurs groupements peuvent conclure des conventions avec des collectivités territoriales étrangères et leurs groupements, dans les limites de leurs compétences et dans le respect des engagements internationaux de la France. Ces dispositions introduites en 1992 constituent le véritable fondement de la coopération décentralisée. Ces conventions, qui doivent être publiées et transmises au représentant de l'État pour devenir exécutoires dans les conditions de droit commun des actes des collectivités territoriales, concernent tous les secteurs de la coopération décentralisée dont, par conséquent, celui de la coopération décentralisée transfrontalière. Ces conventions peuvent être passées avec toute collectivité étrangère.

### Formes abrogées
| Type                                | Création | Fiscalité propre | Disparition | Remarque                                                                                |
| ----------------------------------- | -------- | ---------------- | ----------- | --------------------------------------------------------------------------------------- |
| District urbain                     | 1959     | Oui              | 2002        | Transformé en communauté de communes, communauté d'agglomération ou communauté urbaine. |
| Communauté de ville                 | 1992     | Oui              | 1999        | Remplacée par la communauté d'agglomération.                                            |
| Communauté d'agglomération nouvelle | 1963     | Oui              | 2010        | Forme d'intercommunalité jamais adoptée, destiné aux villes nouvelles.                  |
| Syndicat d'agglomération nouvelle   | 1983     | Oui              | 2015        | Transformé en communauté d'agglomération.                                               |

## Financement

### Structures associatives
Les structures intercommunales associatives, composées des syndicats de communes et des syndicats mixtes, n'ont pas de fiscalité propre, c'est-à-dire qu'elles ne peuvent pas voter des taux d'imposition locale et ne disposent d'aucun pouvoir d'exonération fiscale. Leurs ressources sont de trois types, :

#### Contributions financières des communes ou autres structures membres
- les contributions budgétaires, qui sont des prélèvements effectués directement sur le budget de chaque commune qui sont ensuite reversés au groupement intercommunal ;
- les contributions fiscalisées, qui sont des prélèvements additionnels effectués sur les contribuables locaux qui acquittent, en plus des impositions communales, départementales et régionales, une contribution au profit de leur groupement intercommunal. Il s'agit d'un supplément à la fiscalité communale, prélevé sur chacune des quatre taxes directes locales (deux taxes foncières, contribution économique territoriale, taxe d'habitation) au profit de la structure intercommunale. les statuts de la structure définissent la clé de répartition entre les membres ;

#### Concours financiers de l'État
- le fonds de compensation de la TVA (FCTVA), qui rembourse avec un décalage de deux ans, sur une base forfaitaire et globale, les versements de TVA que les groupements supportent sur leurs dépenses d'investissement ;
- la dotation globale d'équipement (DGE), qui n'est versée qu'aux groupements dont la population est inférieure à 20 000 habitants (35 000 outre-mer) ;

#### Autres recettes
- le produit des taxes, contributions ou redevances perçues en contrepartie des services qu'elles assurent (comme l'enlèvement des ordures ménagères) ;
- différentes aides (comme les fonds structurels accordés par l'Union européenne).

### Structures fédératives
Les structures intercommunales fédératives sont placées sous un régime de fiscalité propre qui peut prendre deux formes : fiscalité additionnelle ou fiscalité professionnelle unique.

#### Régime de fiscalité additionnelle
Dans ce régime, le groupement intercommunal est doté des mêmes compétences fiscales qu'une commune : il vote le taux et perçoit le produit des quatre taxes directes locales. Mais sa fiscalité se surajoute à celle des communes, qui continuent de percevoir leur fiscalité sur les quatre taxes directes.

#### Régime de la fiscalité professionnelle unique
Il s'applique :
- de plein droit, aux communautés d'agglomération, aux communautés urbaines créées après la publication de la loi du 12 juillet 1999 et aux syndicats d'agglomération nouvelle ;
- de manière optionnelle aux communautés de communes ;
- de plein droit, depuis le 1er janvier 2002, sauf délibération contraire d'au moins la moitié des conseils municipaux des communes intéressées, aux communautés urbaines créées avant la loi du 12 juillet 1999 et aux communautés de communes de plus de 500 000 habitants.

Dans ce régime, l'EPCI se substitue progressivement aux communes pour la gestion et la perception, sur l'ensemble de son périmètre, du produit de la fiscalité professionnelle. Le groupement perçoit le produit des impositions économiques des communes regroupées, vote le taux de la CFE et décide des exonérations (ce qui revient à mettre en place une CFE unique sur tout le territoire de l'EPCI). Les communes conservent cependant dans leur intégralité les autres impositions.
Avant la suppression de la taxe professionnelle (TP) en 2010, le régime de la taxe professionnelle unique (TPU) induisait une spécialisation des taxes : les taxes sur les ménages (taxe d'habitation, taxes foncières) revenaient aux communes, tandis que la TP revenait aux groupements. Toutefois, les EPCI relevant du régime fiscal de la TPU avaient la possibilité de lever une fiscalité additionnelle sur la taxe d'habitation, la taxe sur le foncier bâti et la taxe sur le foncier non bâti. Il s'agit donc d'un régime de fiscalité mixte, qui se présentait jusqu'à la suppression de la TP comme une option de la TPU. La loi de finances pour 2010, a supprimé la taxe professionnelle en la remplaçant par la contribution économique territoriale et fait ainsi perdre à la fiscalité mixte son caractère optionnel en généralisant la fiscalité additionnelle sur les ménages au profit des communautés relevant du régime de la fiscalité professionnelle unique.

#### Sources de financement non fiscales
Les structures peuvent recevoir des dotations budgétaires de l'État :
- la dotation globale de fonctionnement des groupements de communes (ou « dotation d'intercommunalité ») : composée d'une dotation de base et d'une dotation de péréquation. Leur montant est calculé en fonction d'un coefficient d'intégration fiscale ;
- la dotation de développement rural, qui est versée, sous certaines conditions démographiques, aux groupements de communes à fiscalité propre exerçant une compétence en matière d'aménagement de l'espace et de développement économique ;
- le fonds de compensation de la TVA (FCTVA) ;
- la dotation globale d'équipement (DGE).

Par ailleurs, à l'instar des structures associatives, les structures intercommunales à fiscalité propre jouissent d'aides diverses et de recettes propres (produits de taxes, redevances ou contributions correspondant à des services assurés par elles).

## Fonctionnement des institutions intercommunales
Une communauté est créée par délibération concordante des communes selon des règles de majorité qualifiée. Depuis 1999, son périmètre doit respecter un principe de continuité territoriale. Une commune ne peut appartenir qu'à une seule communauté. Elles ont la qualité d'établissements publics territoriaux, sont dotées de la personnalité morale et de l'autonomie financière.
Leur organisation interne est proche de celle des collectivités territoriales : un organe délibérant, un exécutif, un bureau. L'organe délibérant est composé de délégués élus par les conseils municipaux des communes membres. Ces délégués doivent être membres des conseils municipaux. Ils seront élus au scrutin secret majoritaire à trois tours, la majorité absolue étant requise aux premier et deuxième tours, la majorité relative étant suffisante au 3e tour. Il y a lieu de souligner que les agents salariés d'un EPCI ne peuvent pas être membre de son assemblée délibérante. Les conditions d'éligibilités, d'incompatibilités et d'inéligibilités sont les mêmes que celles prévues pour les communes. Les statuts de la communauté précisent également la répartition des sièges au sein de son assemblée délibérante (le « conseil communautaire »).
Deux principes doivent être respectés :
- chaque commune compte au moins un délégué ;
- une commune ne peut pas, à elle seule, compter plus de la moitié des sièges du conseil communautaire.

Pour procéder à l'élection du président et des vice-présidents — bureau —, l'organe délibérant doit être complet, c'est-à-dire que tous les délégués doivent avoir été désignés ou chaque commune représentée (par le maire et le premier adjoint le cas échéant). Leur absence le jour de la réunion ne remet pas en cause le caractère complet de l'assemblée : les titulaires peuvent être remplacés par des suppléants, ou, à défaut de suppléant, ils peuvent donner procuration de vote à un autre délégué. Le quorum est atteint si la majorité des délégués nouvellement désignés - ou à défaut le maire et le premier adjoint — est présente (article L2121-17 du CGCT par renvoi de l'article L5211-1). Le président et les vice-présidents — ainsi que les autres membres composant le bureau — sont élus, par le conseil communautaire, au scrutin secret et à la majorité absolue. Si après deux tours de scrutin, aucun candidat n'a obtenu la majorité absolue, il est procédé à un troisième tour de scrutin et l'élection a lieu à la majorité relative. En cas d'égalité, le plus âgé est déclaré élu. Le rang des vice-présidents résulte de leur nomination.
Le président prépare et exécute les délibérations de l'organe délibérant de l'EPCI. Il est l'ordonnateur des recettes et des dépenses. Les EPCI votent et exécutent leur propre budget. Les communautés sont tenues d'exercer des compétences obligatoires définies par la loi ainsi qu'un certain nombre de compétences dites « optionnelles » qu'elles précisent dans des statuts au moment de leur création.
Pour assurer leur financement, elles sont dotées d'une fiscalité propre (contrairement aux syndicats de communes) qui peut être additionnelle aux taxes perçues par les communes ou prendre la forme de la taxe professionnelle unique (TPU), auquel cas les communes membres ne la perçoivent plus.
La principale distinction entre communautés et collectivités territoriales concerne l'étendue de leurs compétences. Les collectivités territoriales ont une compétence générale tandis que les communautés détiennent une compétence spécialisée. Le transfert de compétences à l'échelon communautaire dessaisit les communes de toute intervention dans le domaine de compétence transféré (principe d'exclusivité).

### Formes contractuelles liant les pays aux collectivités et à l'État
Les formes contractuelles liant les pays constitués par un projet de développement commun avec les intercommunalités, départements, régions, ou même l'État :
- premiers Parcs naturels régionaux à la fin des années 1960 ;
- plans d'aménagement ruraux (années 1970) ;
- contrats de pays (1975-1978) ;
- chartes intercommunales (1983) ;
- programmes européens de développement rural (LEADER).

### Pays
- Chartes de pays (1995), non reconnues par l'État mais par les régions ;
- Contrats de pays (1995, complété en 2000), reconnus par l'État.

## Critiques sur le fonctionnement de l'intercommunalité
En juillet 2005, le rapport du député Hervé Mariton fait au nom de la commission d'enquête sur l'évolution de la fiscalité locale de l'Assemblée nationale démontre que « la coopération intercommunale serait un facteur significatif d'augmentation des taux d'impôts locaux en France ». Outre un impact indéniable sur les taux cumulés de pression fiscale locale, le rapport dénonce la spirale inflationniste des transferts de personnel, le maintien de postes en doublons entre commune et intercommunalité, ainsi que les dépenses « somptuaires » de certaines structures intercommunales.
Dans la lignée de ce rapport, une autre initiative parlementaire est venue confirmer ce constat. Dans leur Livre noir de l'intercommunalité, publié en septembre 2005, les députés Patrick Beaudouin et Philippe Pemezec, affirment que l'intercommunalité, et essentiellement le cadre apporté par la loi Chevènement, est une grave source d'insécurité juridique. En effet, la frontière entre la compétence communale et la compétence intercommunale n'est jamais clairement définie. Plus précisément, les auteurs constatent :
- un problème de définition des périmètres intercommunaux ;
- une superposition à des syndicats intercommunaux préexistants, qui remplissaient déjà pleinement les compétences qu'entendent assumer les nouveaux EPCI à fiscalité propre ;
- des approximations et des retards répétés dans la définition de l'intérêt communautaire ;
- la faible liberté d'entrée et de sortie d'une commune au sein d'une intercommunalité ;
- le principe de la libre administration des collectivités territoriales se traduit dans les faits par un système de partenariats chaotique, où chacun cherche à s'arroger l'ensemble des compétences ;
- une dégradation continue des compétences communales.

Pour les auteurs de cet ouvrage, « la loi Chevènement a favorisé la multiplication des structures intercommunales mais ses incohérences ont généré de nombreux excès. »
Dès lors, le ministre des collectivités locales en exercice en 2005 conclut que « tous ces rapports, qu'ils proviennent d'institutions ou d'élus de la nation, partagent le même diagnostic, celui d'une “crise de croissance” de l'intercommunalité ».
Le rapport public particulier de la Cour des comptes sur l'intercommunalité en France, du 23 novembre 2005, souligne également certaines carences du système intercommunal et exige notamment une meilleure définition des périmètres intercommunaux et une simplification de la carte intercommunale. Lors de la présentation de ce rapport, Philippe Séguin, premier président (2004-2010) de la Cour des comptes constate ainsi que si l'intercommunalité est « un indéniable succès quantitatif, la situation n'est pas pleinement satisfaisante sur le plan qualitatif. »
Le problème de définition des périmètres intercommunaux a été étudié en détail de manière critique dans l'aire métropolitaine marseillaise par Laurent Chalard.

## Question du suffrage universel et de la représentativité du conseil communautaire
Elle est débattue, principalement depuis 1999. Objet de différentes propositions de loi (voir Le législateur et l'intercommunalité), de la recommandation du rapport de la Cour des Comptes de 2005 ainsi que de la Commission Attali en janvier 2008, elle figurait au menu des propositions du Comité pour la réforme des collectivités locales présidé par Édouard Balladur. Le projet de loi d'Alain Marleix, ministre délégué aux collectivités locales, devrait statuer sur son introduction et ses modalités.
L'introduction du suffrage universel dans l'intercommunalité dont les représentants sont actuellement désignés par l'élection au second degré répond au principe constitutionnel de légitimation de la levée de l'impôt comme c'est actuellement le cas dans les communautés (EPCI à fiscalité propre).
Les opposants à la mesure avancent en revanche le risque de voir vidées de leur substance les communes adhérentes aux communautés au profit d'un « super-maire » qui serait le président de communauté.
Cependant, les élections municipales de 2008 ont vu pour la dernière fois la désignation au second degré des conseillers communautaires, présidents et vice-présidents.
En effet, la loi no 2010-1563 du 16 décembre 2010 de réforme des collectivités territoriales a prévu que, dès les élections municipales de 2014, les conseillers des communautés de communes, d'agglomération, urbaines ainsi que des métropoles, représentant des communes de plus de 3 500 habitants, seront élus au suffrage universel « direct », dans le cadre des élections municipales, par le système dit du « fléchage ». Chaque liste de candidats devra préciser (par un fléchage) les membres de la liste qui, en cas de succès, siégeront au conseil communautaire. Le choix des candidats fléchés n'est donc pas laissé à l'électeur, ce qui relativise la notion de suffrage universel « direct ». Par ailleurs, seuls les candidats fléchés sur la liste gagnante siégeront. Les listes minoritaires n'auront pas plus d'accès au conseil communautaire qu'avant la loi de 2010. Ce nouveau système ne devrait donc pas faire évoluer la représentation des administrés dans les communautés de communes. Comme avant, ce sont les maires qui siégeront, avec titre de vice-président (et les indemnités qui vont avec), accompagnés le cas échéant d'un ou plusieurs de leurs adjoints, et sans membres de leurs oppositions municipales.
Les représentants des communes de moins de 3 500 habitants, dont les élections municipales sont régies par la majoritaire plurinominale avec panachage, resteraient élus en leur sein par les conseils municipaux. Toutefois, ce système du panachage est fortement remis en cause, parce qu'il est probablement désuet (il date de 1884), et parce qu'il ne permet de panacher les conseils municipaux que dans de rares cas. De plus, il ne permet pas d'imposer la parité des hommes et des femmes dans les conseils municipaux des communes concernées.
Après l'alternance de 2012, la loi du 17 mars 2013, dite loi Valls, confirme le scrutin de liste par fléchage des listes, avec d'importantes modifications par rapport au texte de 2010, et définit de façon plus précise ses modalités. Elle fixe désormais à 1 000 habitants le seuil du scrutin de liste municipal,.

### La réforme de 2013
À compter des élections municipales de 2014, les délégués des communes de 1 000 habitants et plus au sein du conseil des communautés de communes, des syndicats d'agglomération nouvelle, des communautés d'agglomération, des communautés urbaines et des métropoles sont élus lors des élections municipales,.
Chaque commune est représentée au conseil communautaire par un nombre de représentants tenant compte de sa population défini aux articles L. 5211-6-1 et L. 5211-6-2 du code général des collectivités territoriales :
- commune de moins de 1 000 habitants : les représentants de la commune au conseil communautaire sont les membres du conseil municipal désignés dans l'ordre du tableau[74]. Il n'y a donc pas d'élection directe de leurs représentants au conseil de l'intercommunalité dont elles sont membres, mais, en fonction du nombre de représentants attribués à la commune, le maire, des maires-adjoints et éventuellement des conseillers sont de droit membres du conseil communautaire ;
- commune de plus de 1 000 habitants : les conseillers communautaires sont élus lors des élections municipales, en même temps et sur la même liste de candidats que les conseillers municipaux. Les bulletins de vote de ces communes comprennent, dans leur partie gauche, la liste des candidats au conseil municipal, et, dans la partie droite, la liste des candidats au conseil communautaire[75]. Le choix des candidats fléchés n'est donc pas laissé à l'électeur, ce qui relativise la notion de suffrage universel « direct », mais la représentation proportionnelle avec prime majoritaire s'applique désormais également pour la détermination des conseillers communautaires représentant les communes de 1 000 habitants et plus, dont les oppositions sont désormais représentées.

En revanche, les représentants des communes dans les EPCI sans fiscalité propre (syndicat intercommunal à vocation unique, syndicat mixte, syndicat intercommunal à vocations multiples) continuent d'être élus par chacun des conseils municipaux concernés, comme c'était le cas avant 2014 pour toutes les intercommunalités.

## Base de données

Logotype de la Banatic (base nationale sur les intercommunalités).

La base nationale sur les intercommunalités, anciennement appelée base nationale sur l'intercommunalité ou base nationale sur l’intercommunalité et autres collectivités (abrégées en « Banatic »), est une base de données produite par la direction générale des Collectivités locales. 
Il s'agit d'un extrait public de la base Accès des services publics aux informations sur les collectivités (Aspic), le reste de la base étant d'un accès restreint à l'administration.
La base est créée en 2020.